# Cenocoelius andirae
Cenocoelius andirae är en stekelart som beskrevs av Saffer 1977. Cenocoelius andirae ingår i släktet Cenocoelius och familjen bracksteklar. Inga underarter finns listade.